# Campeonato Brasileiro Série C
Il Campeonato Brasileiro Série C è il terzo livello del campionato brasiliano di calcio.
Viene organizzato dal 1981 dalla Confederação Brasileira de Futebol e vi partecipano 20 squadre. Si gioca nell'anno solare, da aprile a dicembre.

## Storia
Il Campeonato Brasileiro Série C nacque nel 1981, con il nome di Taça de Bronze (in italiano Coppa di Bronzo), senza alcuna promozione in Série B. Dopo una sola edizione non venne più disputato per 5 anni, fino al 1987.
Dal 1988 al 1993 si disputò un anno sì e l'altro no, siccome la CBF decise a volte di disputare un campionato di seconda divisione con molte squadre, in altre occasioni di disputarne uno di seconda e uno di terza divisione.
Dal 1994, dopo la riorganizzazione da parte della CBF dei campionati inferiori alla Série A, la Série C fu strutturata in gironi regionali e successivi play-off o gironi per la promozione in Série B.

## Formula
Dopo che per anni le squadre partecipanti si sono affrontate in più turni composti da gironi stabiliti su basi geografiche, dal 2009 le 20 squadre partecipanti si affrontano a turno in un unico girone all'italiana con gare di andata e di ritorno da aprile a dicembre. Per ogni partita sono assegnati tre punti alla squadra vincitrice dell'incontro e zero a quella sconfitta. In caso di pareggio è assegnato un punto a entrambe.
Alla fine della stagione la squadra prima in classifica viene dichiarata vincitrice del campionato e promossa in Série B insieme alla seconda, alla terza e alla quarta classificata. Le ultime quattro classificate, invece, retrocedono in Série D.

## Squadre 2024
- ABC
- Aparecidense
- Athletic
- Botafogo-PB
- Caxias

- Confiança
- CSA
- Ferroviária
- Ferroviário-CE
- Figueirense

- Floresta
- Londrina
- Náutico
- Remo
- Sampaio Corrêa

- São Bernardo
- São José-RS
- Tombense
- Volta Redonda
- Ypiranga-RS

## Albo d'oro
| Anno      |                       |                          |                        |                           |
| Anno      | Campione              | Vice                     | 3º posto               | 4º posto                  |
| --------- | --------------------- | ------------------------ | ---------------------- | ------------------------- |
| 1981      | Olaria (RJ)           | Santo Amaro (PE) (1)     | Dom Bosco (MT)         | Guarani-MG (MG)           |
| 1982-1987 | Non disputato         | Non disputato            | Non disputato          | Non disputato             |
| 1988      | União São João (SP)   | Esportivo de Passos (MG) | Botafogo-PB (PB)       | Marcílio Dias (SC)        |
| 1989      | Non disputato         | Non disputato            | Non disputato          | Non disputato             |
| 1990      | Atl. Goianiense (GO)  | América-MG (MG)          | Paraná (PR)            | América-RN (RN)           |
| 1991      | Non disputato         | Non disputato            | Non disputato          | Non disputato             |
| 1992      | Tuna Luso (PA)        | Fluminense de Feira (BA) | Nacional-AM (AM)       | Matsubara (PR)            |
| 1993      | Non disputato         | Non disputato            | Non disputato          | Non disputato             |
| 1994      | Novorizontino (SP)    | Ferroviária (SP)         | Uberlândia (MG)        | Catuense (BA)             |
| 1995      | XV de Piracicaba (SP) | Volta Redonda (RJ)       | Gama (DF)              | Atl. Goianiense (GO)      |
| 1996      | Vila Nova (GO)        | Botafogo-SP (SP)         | Figueirense (SC)       | Porto-PE (PE)             |
| 1997      | Sampaio Corrêa (MA)   | Juventus-SP (SP)         | Francana (SP)          | Tupi (MG)                 |
| 1998      | Avaí (SC)             | São Caetano (SP)         | Anapolina (GO)         | Itabaiana (SE)            |
| 1999      | Fluminense (RJ)       | São Raimundo-AM (AM)     | Serra (ES)             | Náutico (PE)              |
| 2000      | Non disputato         | Non disputato            | Non disputato          | Non disputato             |
| 2001      | Etti Jundiaí (SP) (2) | Mogi Mirim (SP)          | Guarany de Sobral (CE) | Atl. Goianiense (GO)      |
| 2002      | Brasiliense (DF)      | Marília (SP)             | Ipatinga (MG)          | Nacional-AM (AM)          |
| 2003      | Ituano (SP)           | Santo André (SP)         | Botafogo-PB (PB)       | Campinense (PB)           |
| 2004      | União Barbarense (SP) | Gama (DF)                | Americano (RJ)         | Limoeiro (CE)             |
| 2005      | Remo (PA)             | América-RN (RN)          | Ipatinga (MG)          | Novo Hamburgo (RS)        |
| 2006      | Criciúma (SC)         | Vitória (BA)             | Ipatinga (MG)          | Grêmio Barueri (SP)       |
| 2007      | Bragantino (SP)       | Bahia (BA)               | Vila Nova (GO)         | ABC (RN)                  |
| 2008      | Atl. Goianiense (GO)  | Guarani (SP)             | Campinense (PB)        | Duque de Caxias (RJ)      |
| 2009      | América-MG (MG)       | ASA (AL)                 | Icasa (CE)             | Guaratinguetá (SP)        |
| 2010      | ABC (RN)              | Ituiutaba (MG) (3)       | Criciúma (SC)          | Salgueiro (PE)            |
| 2011      | Joinville (SC)        | CRB (AL)                 | Ipatinga (MG)          | América-RN (RN)           |
| 2012      | Oeste (SP)            | Icasa (CE)               | Chapecoense (SC)       | Paysandu (PA)             |
| 2013      | Santa Cruz (PE)       | Sampaio Corrêa (MA)      | Luverdense (MT)        | Vila Nova (GO)            |
| 2014      | Macaé (RJ)            | Paysandu (PA)            | Mogi Mirim (SP)        | CRB (AL)                  |
| 2015      | Vila Nova (GO)        | Londrina (PR)            | Tupi (MG)              | Brasil de Pelotas (RS)    |
| 2016      | Boa Esporte (MG)      | Guarani (SP)             | Juventude (RS)         | ABC (RN)                  |
| 2017      | CSA (AL)              | Fortaleza (CE)           | São Bento (SP)         | Sampaio Corrêa (MA)       |
| 2018      | Operário-PR (PR)      | Cuiabá (MT)              | Botafogo-SP (SP)       | Bragantino (SP)           |
| 2019      | Náutico (PE)          | Sampaio Corrêa (MA)      | Juventude (RS)         | Confiança (SE)            |
| 2020      | Vila Nova (GO)        | Remo (PA)                | Brusque (SC)           | Londrina (PR)             |
| 2021      | Ituano (SP)           | Tombense (MG)            | Criciúma (SC)          | Grêmio Novorizontino (SP) |
| 2022      | Mirassol (SP)         | ABC (RN)                 | Botafogo-SP (SP)       | Vitória (BA)              |
| 2023      | Amazonas (AM)         | Brusque (SC)             | Operário-PR (PR)       | Paysandu (PA)             |
| 2024      | Volta Redonda (RJ)    | Athletic (MG)            | Ferroviária (SP)       | Remo (PA)                 |

## Titoli per squadra
| Squadra          | Stato               | Titoli |
| ---------------- | ------------------- | ------ |
| Vila Nova        | Goiás               | 3      |
| Atl. Goianiense  | Goiás               | 2      |
| Ituano           | San Paolo           | 2      |
| Náutico          | Pernambuco          | 1      |
| Macaé            | Rio de Janeiro      | 1      |
| Santa Cruz       | Pernambuco          | 1      |
| Oeste            | San Paolo           | 1      |
| Joinville        | Santa Catarina      | 1      |
| ABC              | Rio Grande do Norte | 1      |
| América-MG       | Minas Gerais        | 1      |
| Bragantino       | San Paolo           | 1      |
| Boa Esporte      | Minas Gerais        | 1      |
| Criciúma         | Santa Catarina      | 1      |
| Remo             | Pará                | 1      |
| União Barbarense | San Paolo           | 1      |
| Brasiliense      | Distretto Federale  | 1      |
| Etti Jundiaí     | San Paolo           | 1      |
| Fluminense       | Rio de Janeiro      | 1      |
| Avaí             | Santa Catarina      | 1      |
| Operário-PR      | Paraná              | 1      |
| Sampaio Corrêa   | Maranhão            | 1      |
| XV de Piracicaba | San Paolo           | 1      |
| Novorizontino    | San Paolo           | 1      |
| Tuna Luso        | Pará                | 1      |
| União São João   | San Paolo           | 1      |
| Olaria           | Rio de Janeiro      | 1      |
| CSA              | Alagoas             | 1      |
| Mirassol         | San Paolo           | 1      |
| Amazonas         | Amazonas            | 1      |
| Volta Redonda    | Rio de Janeiro      | 1      |

## Titoli per stato
| Stato               | Titoli |
| ------------------- | ------ |
| San Paolo           | 10     |
| Goiás               | 5      |
| Rio de Janeiro      | 4      |
| Santa Catarina      | 4      |
| Minas Gerais        | 2      |
| Pará                | 2      |
| Pernambuco          | 2      |
| Alagoas             | 1      |
| Amazonas            | 1      |
| Distretto Federale  | 1      |
| Maranhão            | 1      |
| Paraná              | 1      |
| Rio Grande do Norte | 1      |